# Biserica de lemn din Grindeni

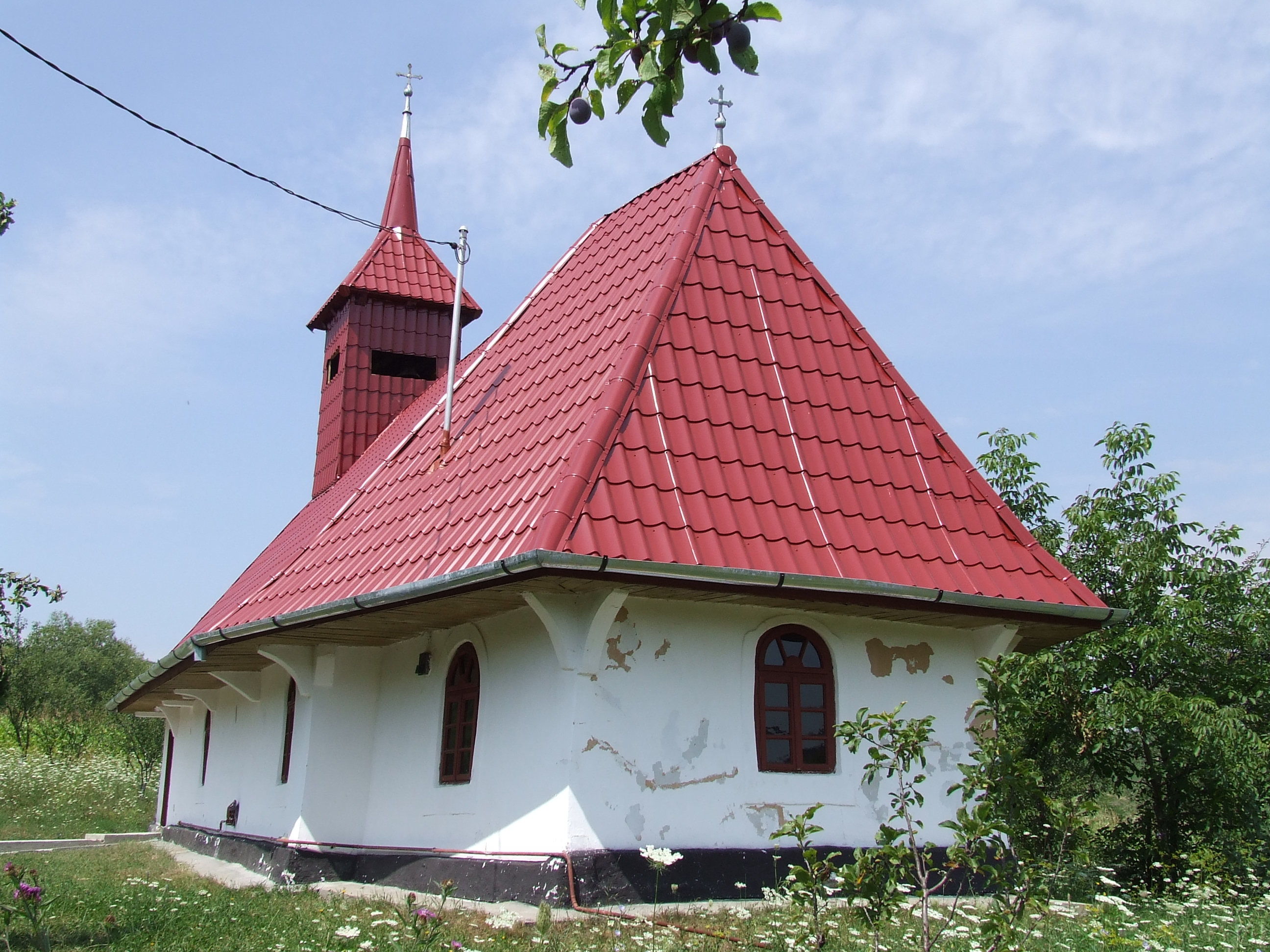
Biserica de lemn Grindeni, judeţul Mureş. Foto: august 2009

Biserica de lemn Grindeni, din comuna Chețani, județul Mureș, conform listelor oficiale a fost edificată în anul 1865. Șematismul jubiliar de la 1900 editat de Arhiepiscopia greco-catolică de Alba-Iulia și Făgăraș indică anul 1840 ca moment al edificării acestei biserici. Tradiția locului afirmă că această biserică ar fi mai veche, momentul precizat în șematismul pomenit nu este altul decât anul când biserica a fost adusă din localitatea Cuci. În ceea ce privește hramul bisericii, în situațiile oficiale sunt amintite două, "Sfinții Arhangheli", respectiv "Sfântul Ioan Botezătorul". Alte surse bibliografice indică un al treilea hram pentru această biserică, anume "Sfântul Vasile cel Mare". Se află pe noua listă a monumentelor istorice inregistrată sub codul:  MS-II-m-B-15690.

## Istoric și trăsături
Aflată în capătul unei uliței de duce spre marginea apus a satului, vechea biserică din Grindeni este folosită în prezent de comunitatea greco-catolică. Adusă din satul Cuci, aflat în apropiere, la 1840, biserica este compartimentată în pronaos, naos și absida altarului. Absida, este de formă dreptunghiulară, decroșată cu pereții laterali paraleli. Un acoperiș unitar adăpostește edificiul.
Pe parcursul timpului, biserica a suferit unele modificări cum ar fi adăugarea clopotniței, lărgirea ferestrelor precum și tencuirea pereților exteriori.
Biserica a fost împodobită cu pictură tot prin grija zugravilor de la Feisa, moment consemnat de pisania: "la anul 1848 s-au zugrăvit această sfîntă biserică și s-au plătit de tot satul, fiind paroh...Șarlea Ștefan zugrav de la Feisa". Același zugrav a pictat și biserica de lemn Sf. Arhangheli din Deag.
Este singura biserică de lemn din județul Mureș care are absida altarului, cu patru laturi și pereții laterali paraleli, decroșată.
În prezent Biserica Greco-Catolica, are 40 de familii înscrise și un număr de 22 de copii la care li se predă religie la școală.
Parohia funcționează foarte bine din anul 2002 odată cu venirea unui preot tânăr care își dă toată silința pentru credincioși prin Sfânta Liturghie și Utrenie de duminici și sărbători, cu adorații la Sfântul Anton în fiecare marți din luna octombrie și până primavara.
Biserica a fost reparată și anume schimbat acoperișul pentru că risca ca în orice moment să cadă, mai ales că ploua în sfânta Biserică, pentru salvarea picturii existente unde se vede clar pictura bizantină.

## Imagini

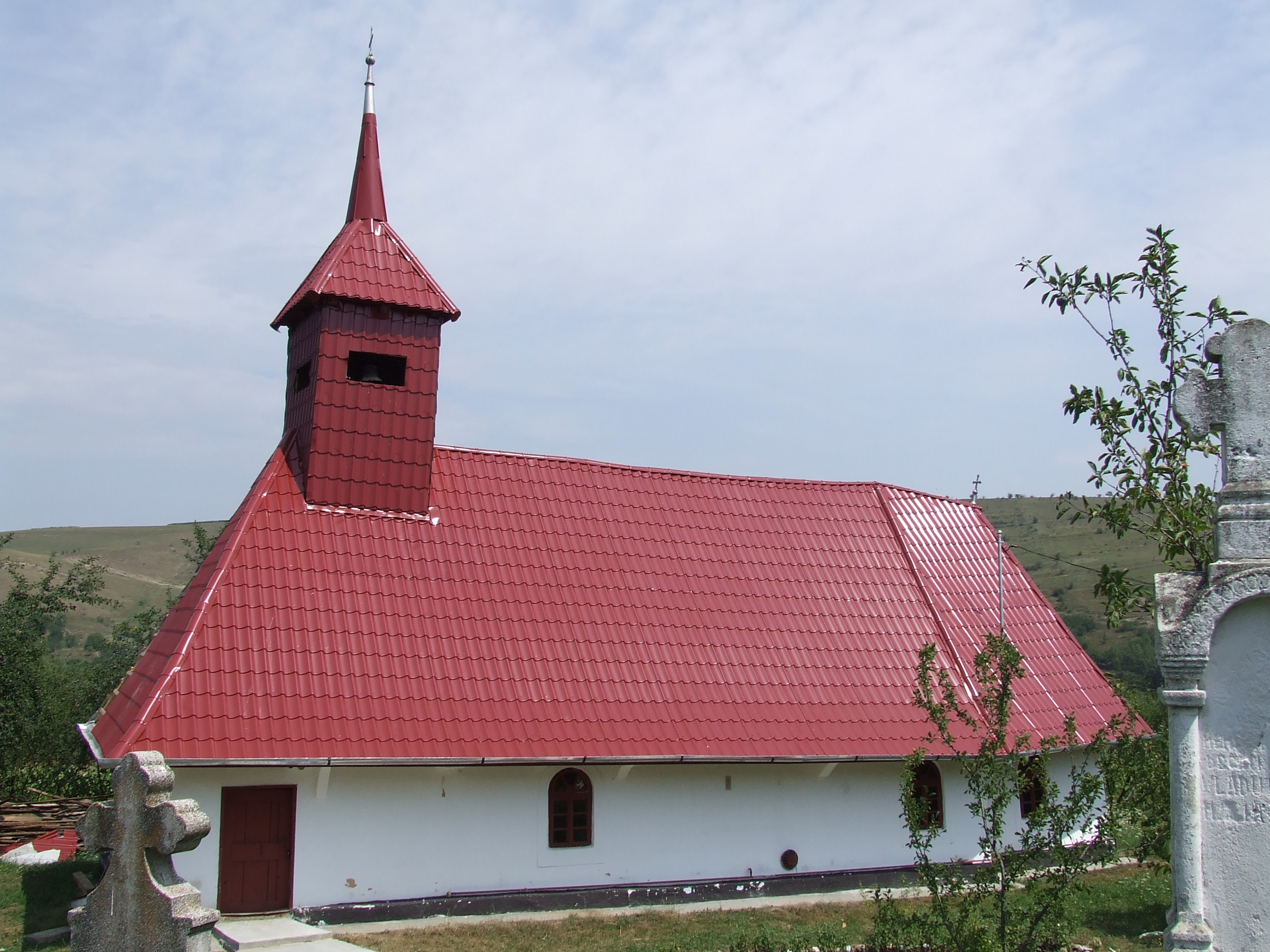
Vedere laterală
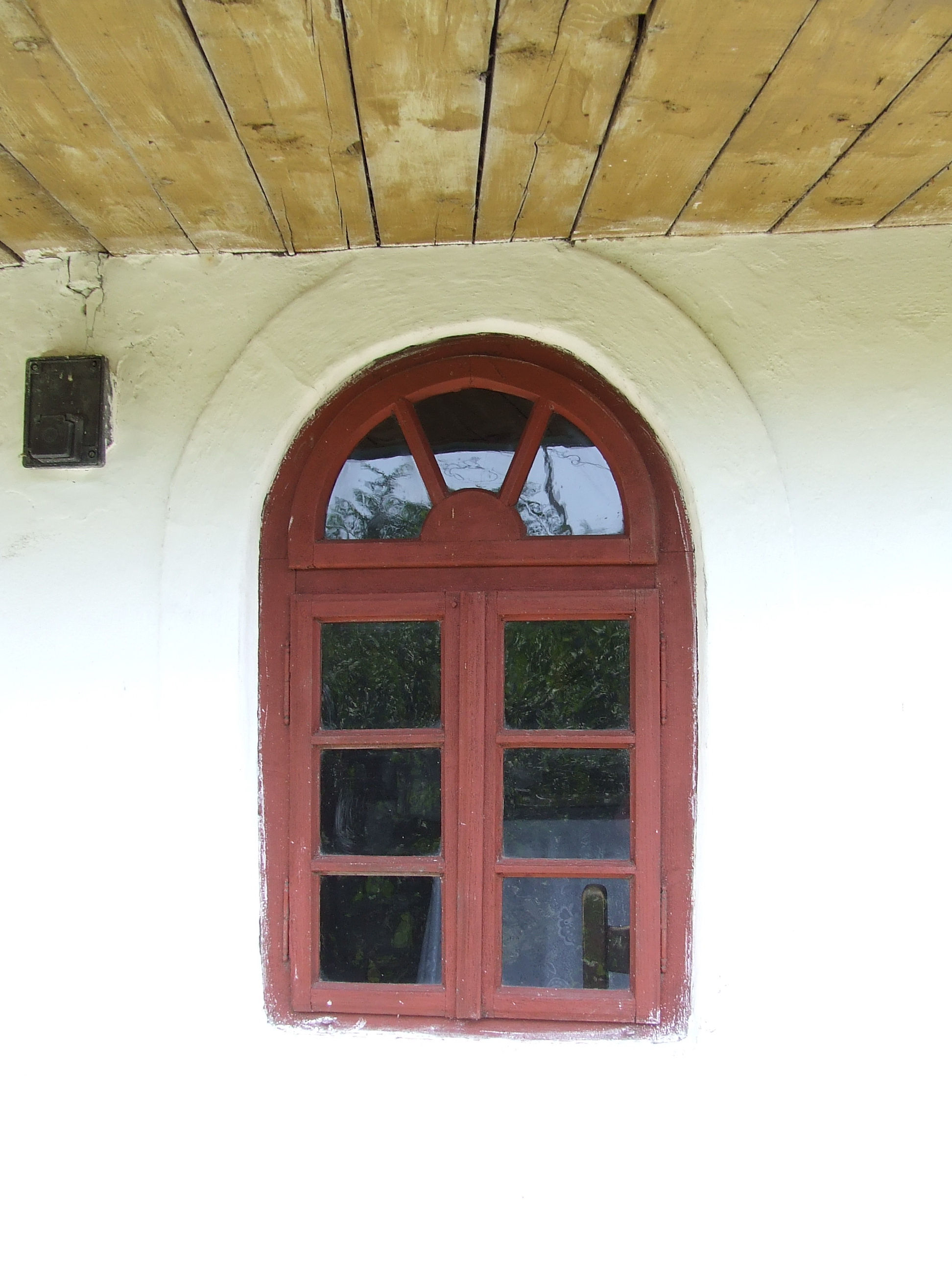
Fereastră
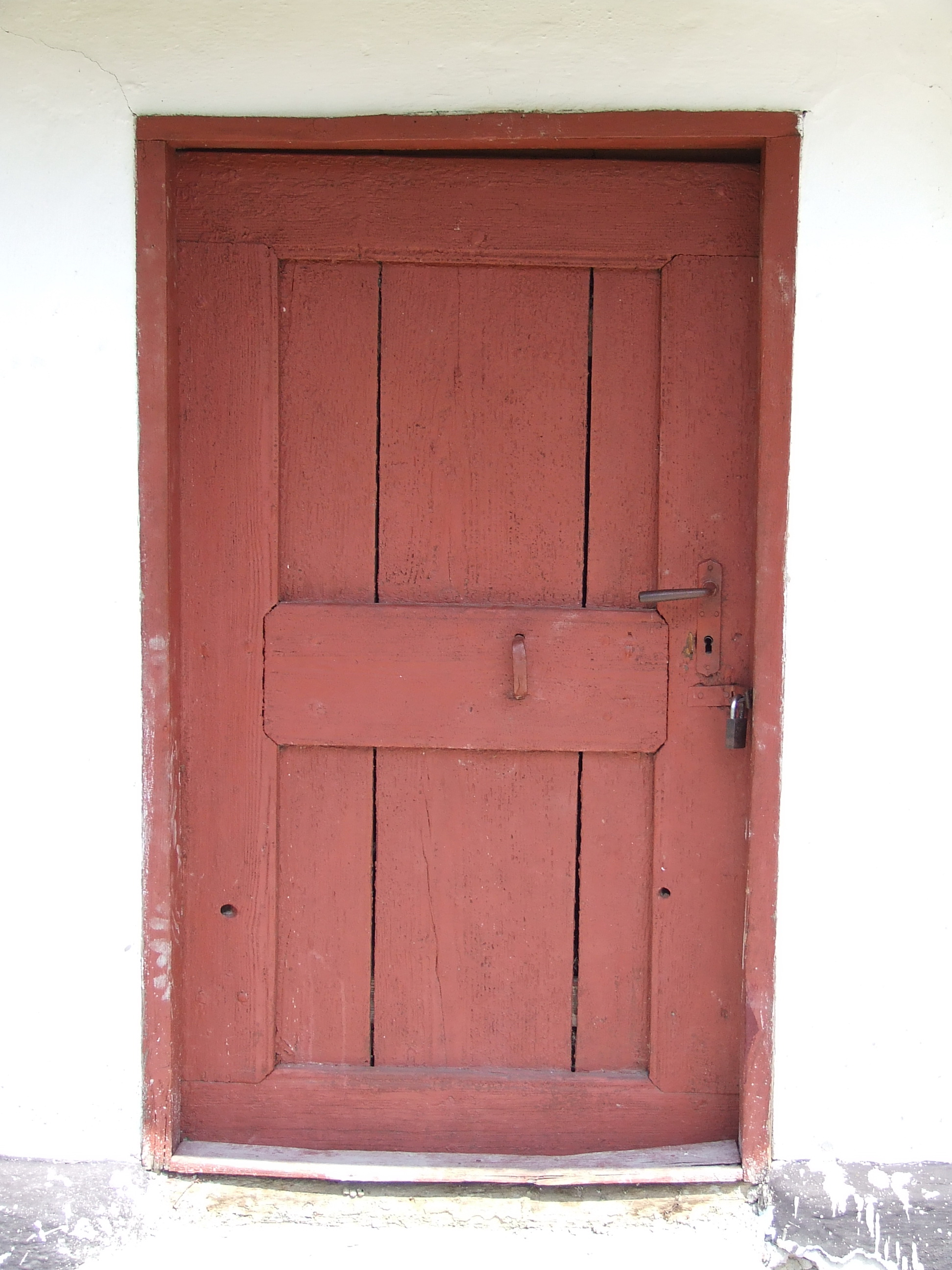
Intrarea în biserică
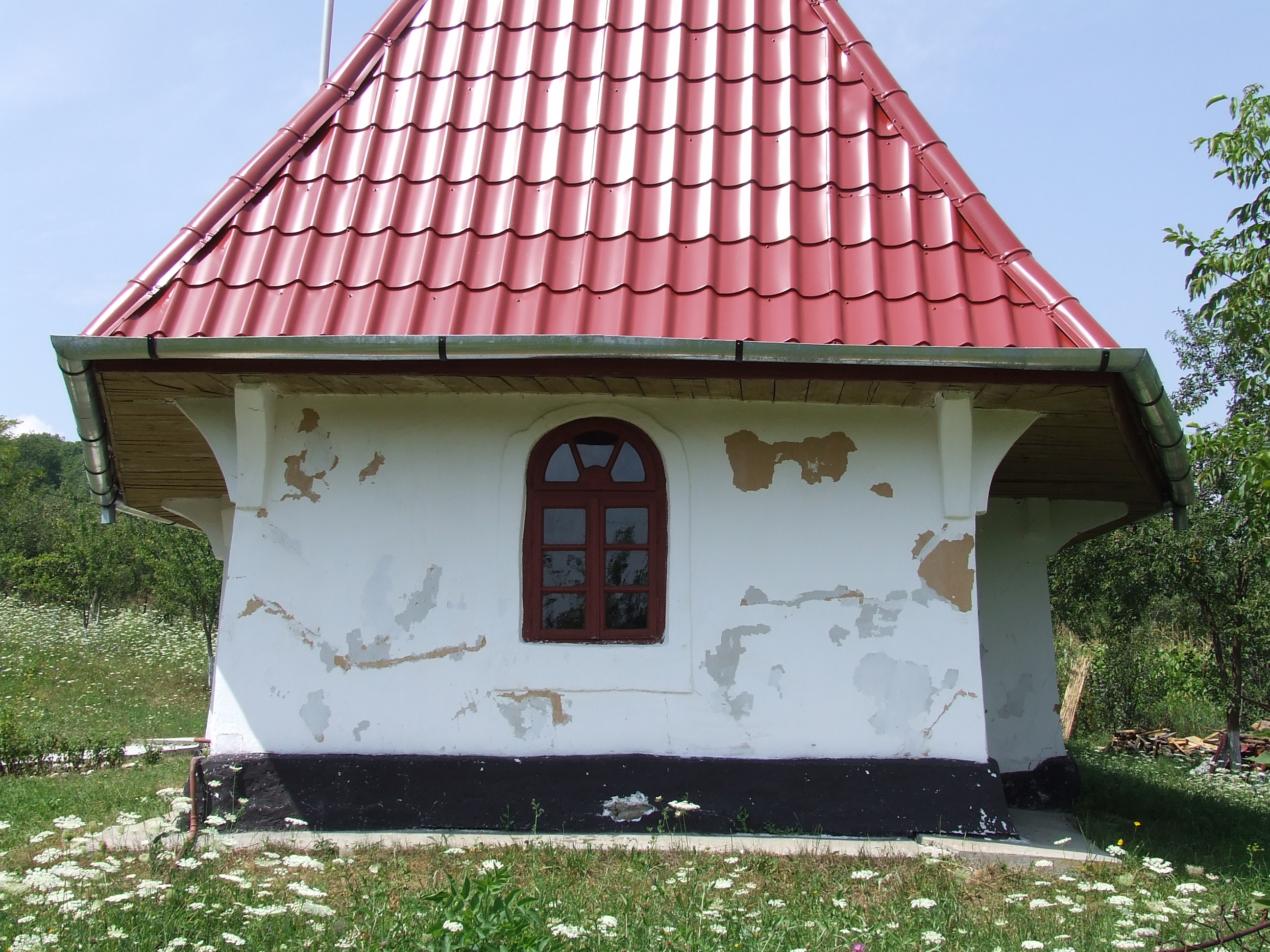
Absida altarului
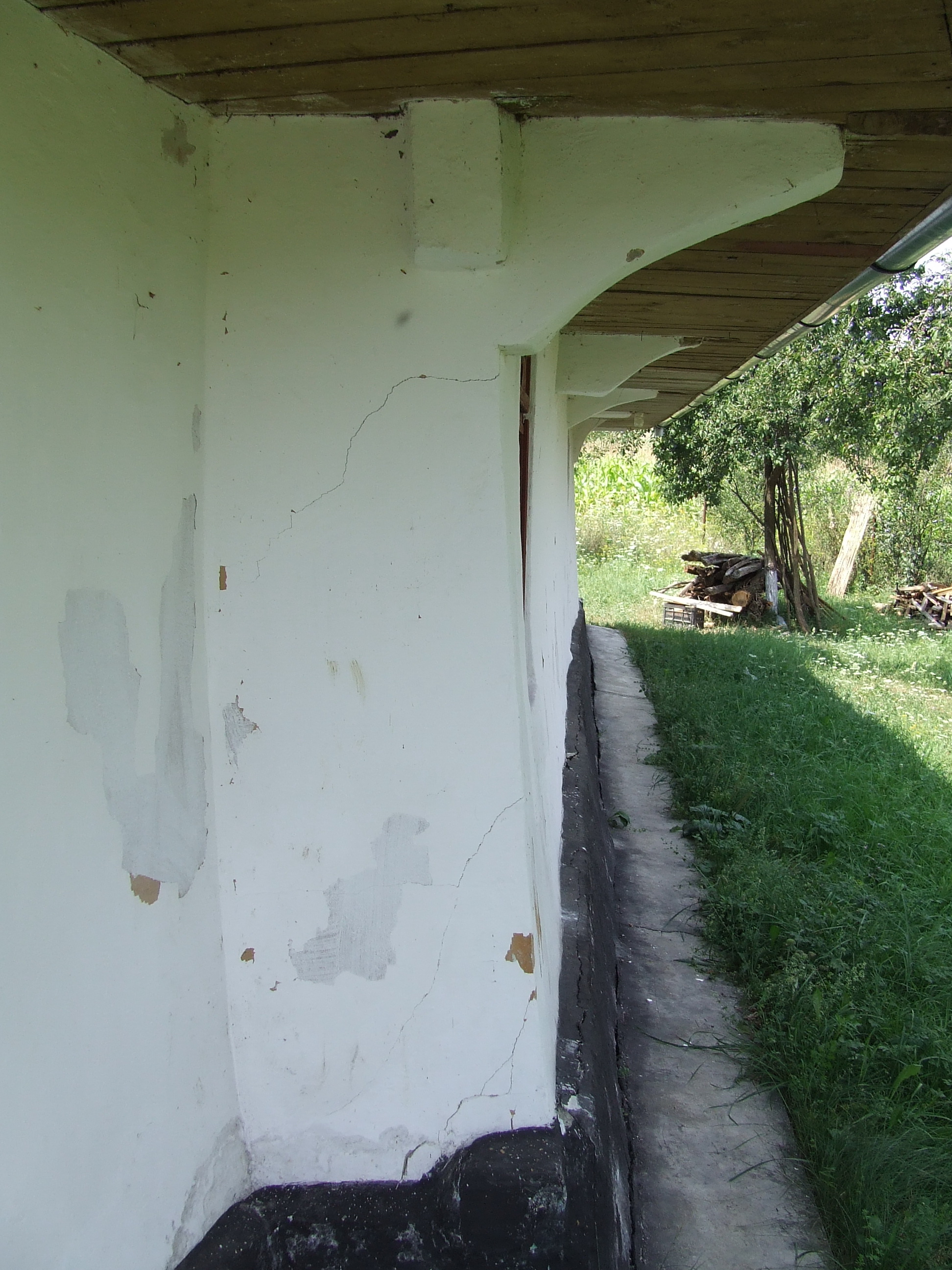
Decroşul absidei altarului
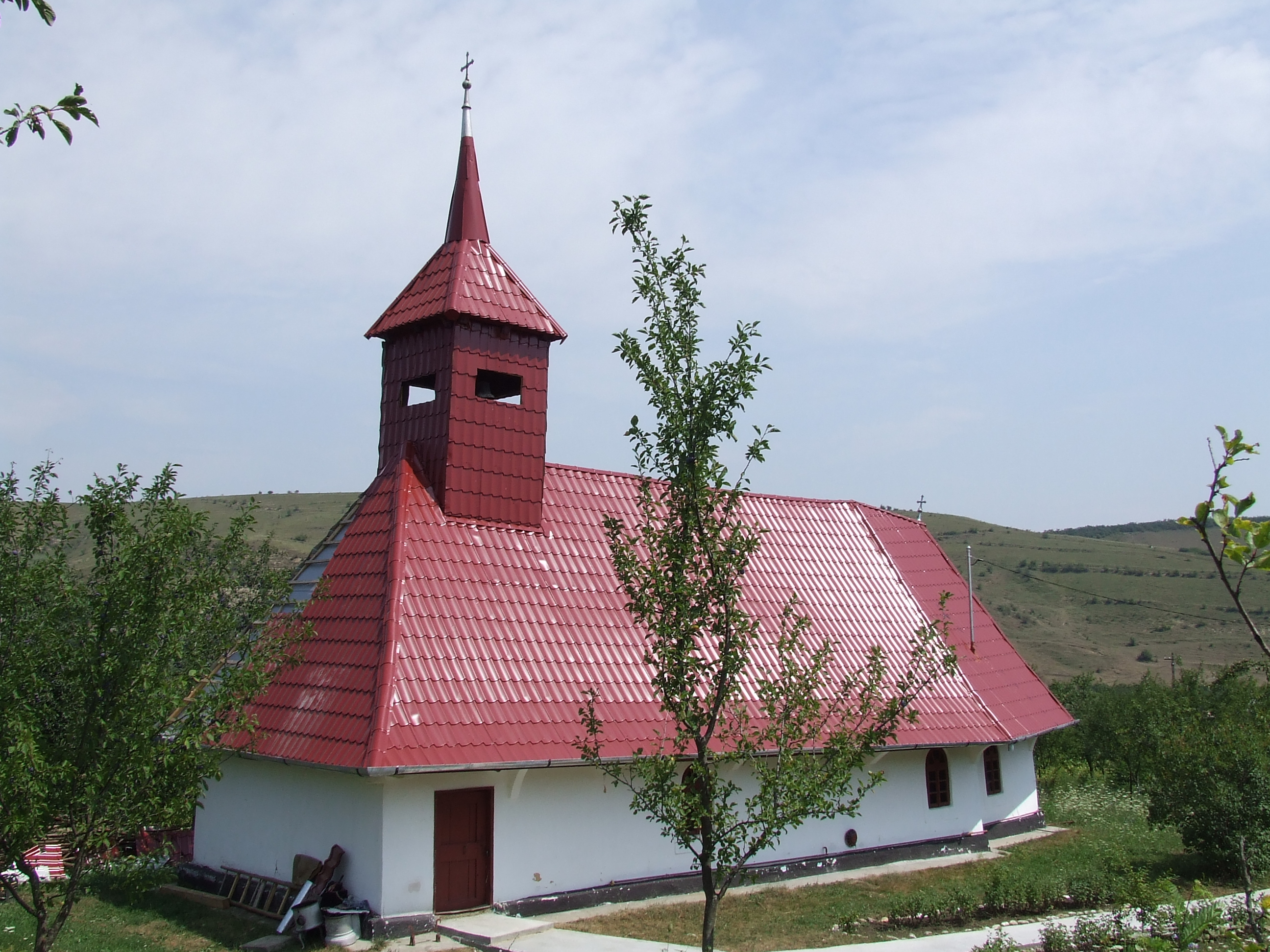
Vedere sud-vestică
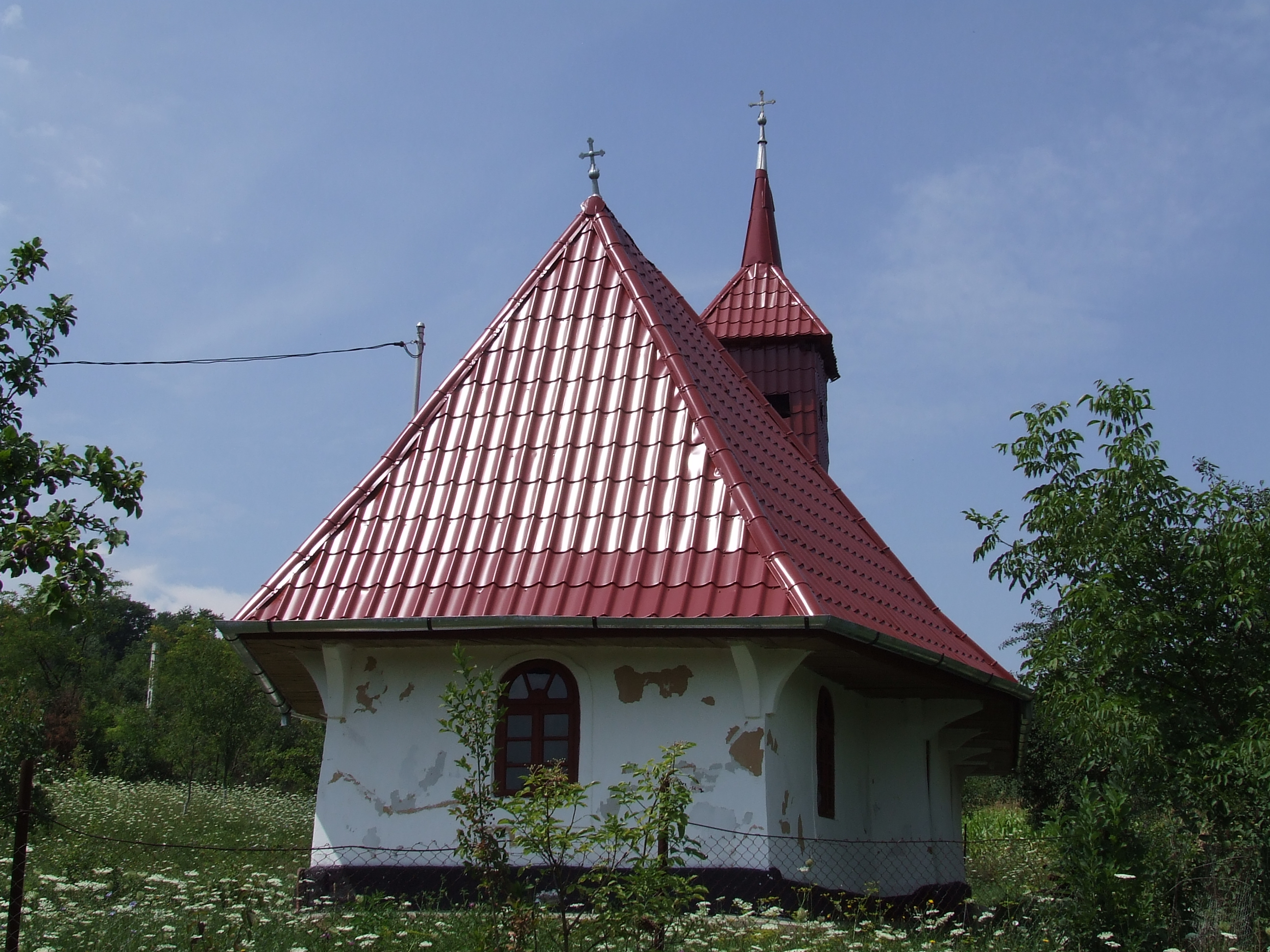
Vedere estică
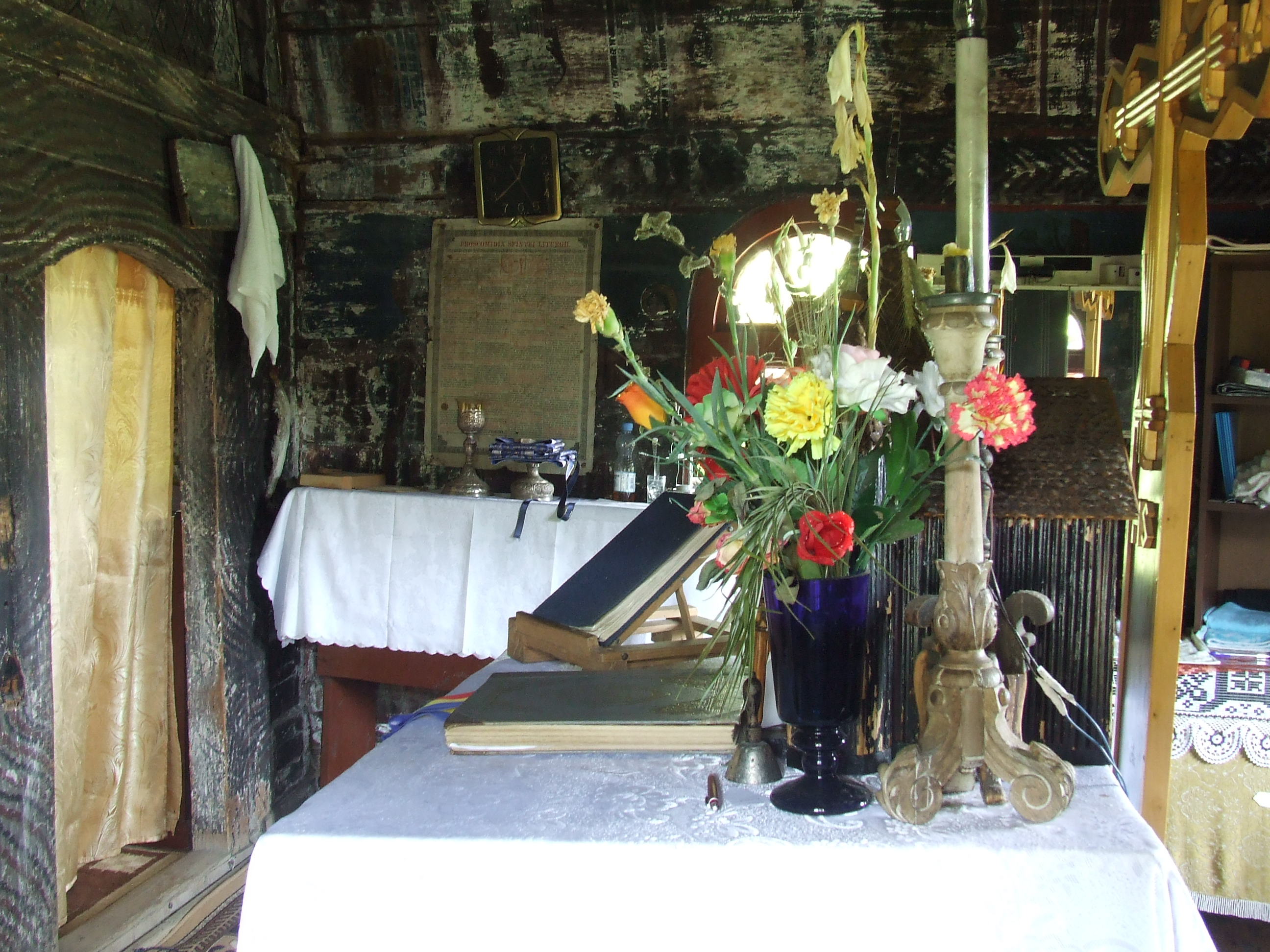
Pictură în altar. Proscomidiarul
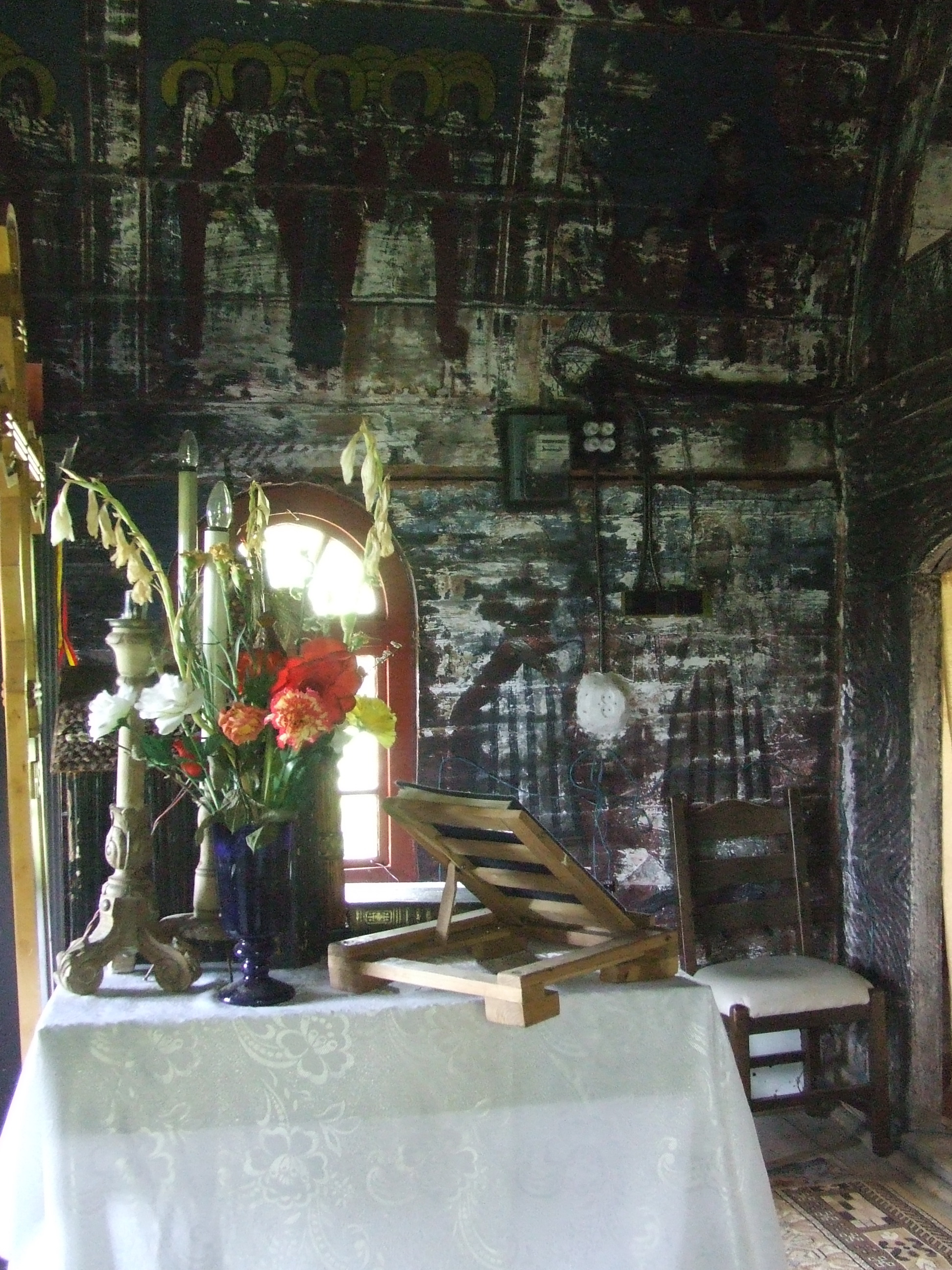
Pictură în altar. Diaconiconul
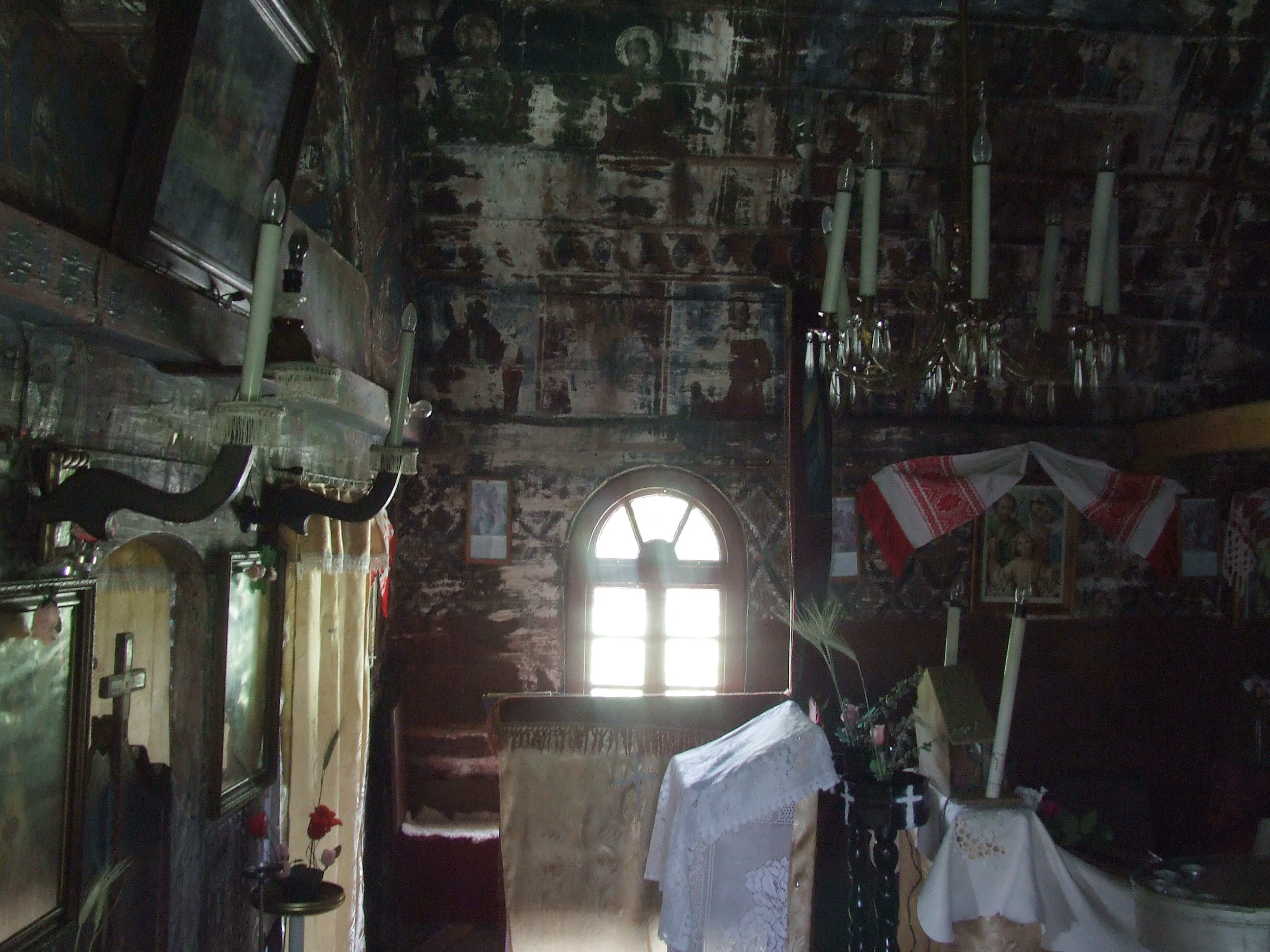
Strana
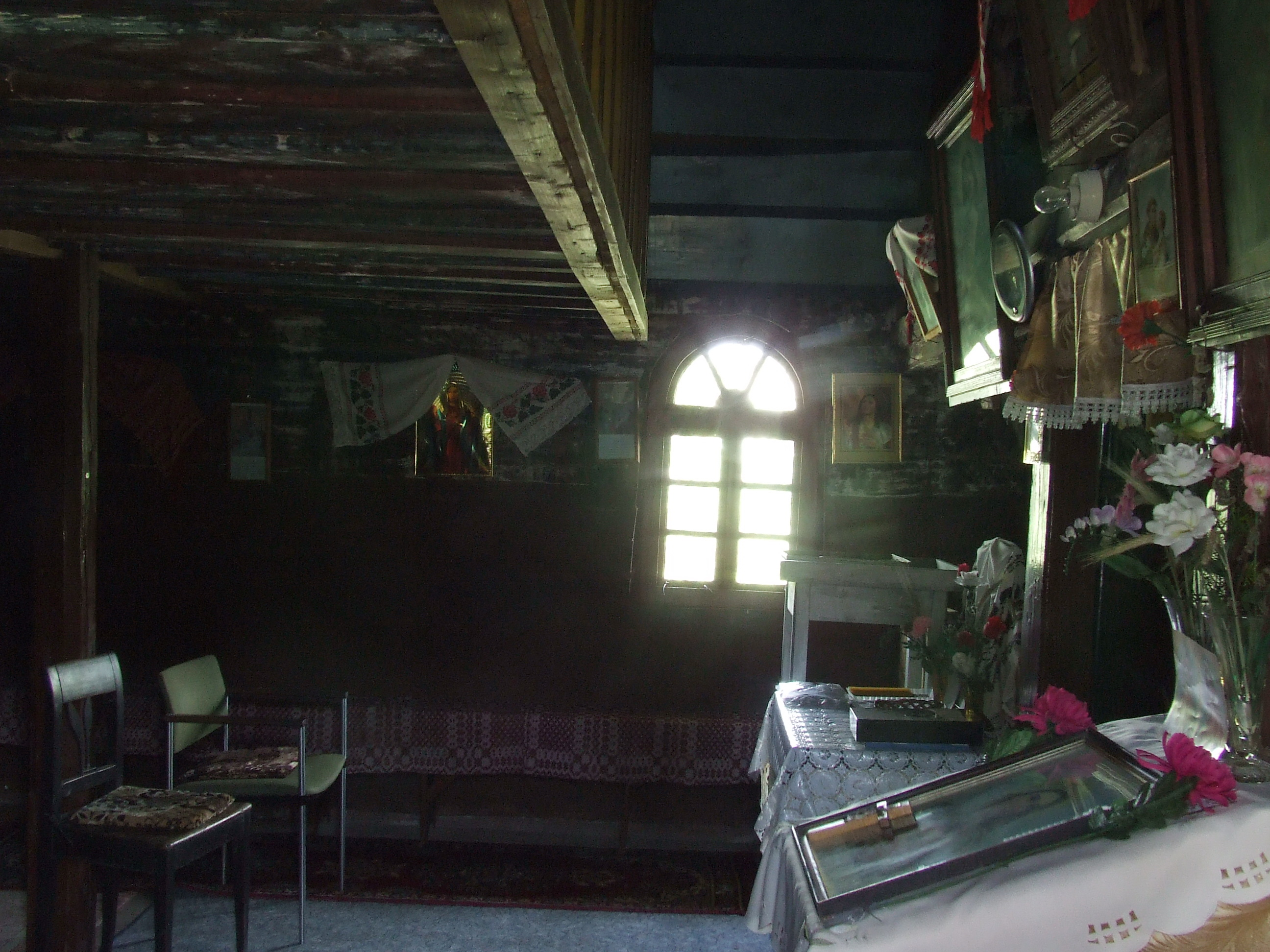
În pronaos
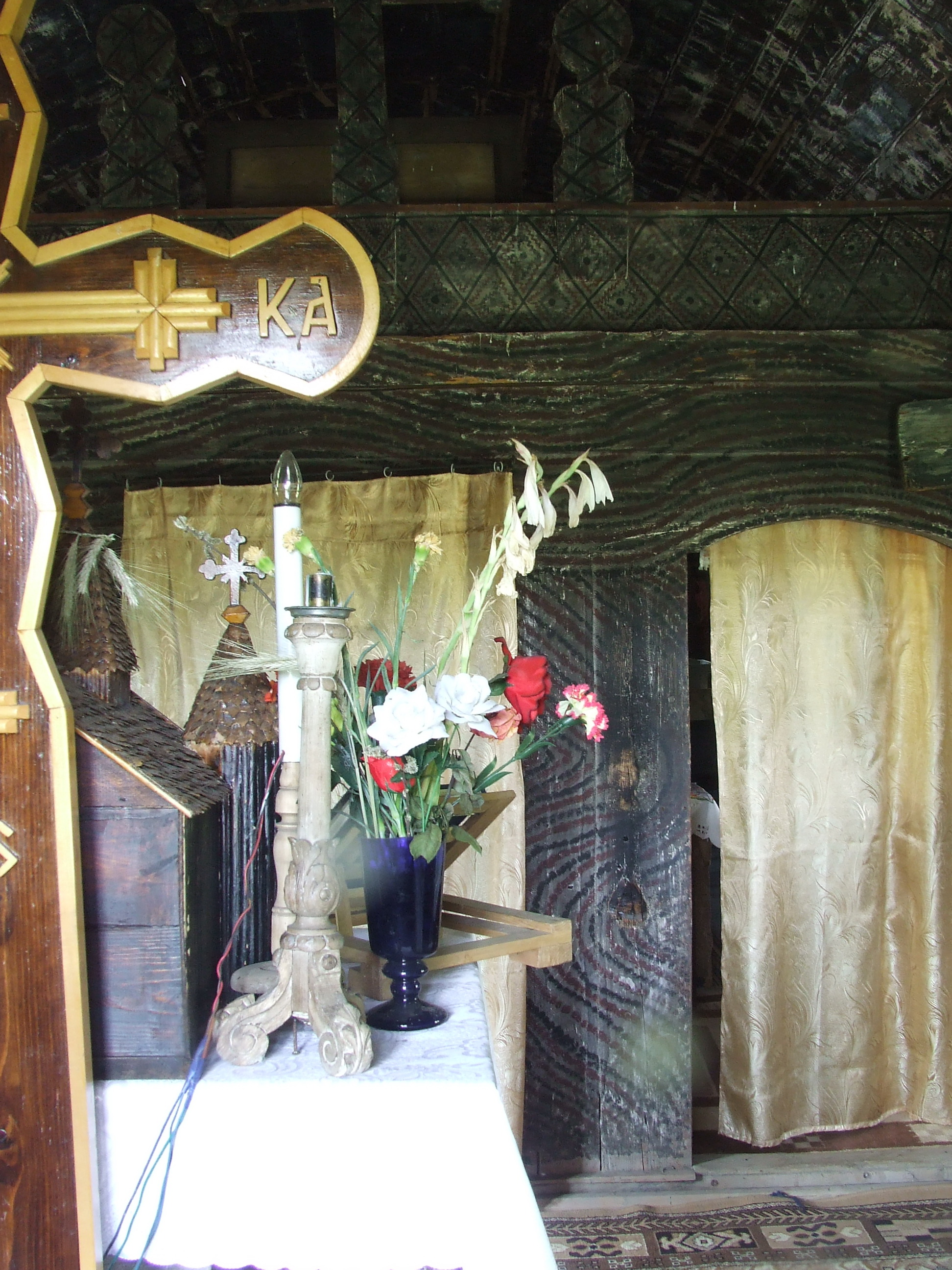
Vedere din altar spre iconostas